# Anzbach
Der Anzbach ist ein Wienerwaldbach, der ziemlich genau in Ost-West-Richtung fließt. Er entspringt bei Rekawinkel am Zwickelberg (an dem auch der Grasleitenbach, ein Quellbach der Dürren Wien, diese ein Zufluss des Wienflusses, allerdings in West-Ost-Richtung fließend, entspringt) und durchfließt Eichgraben, Maria Anzbach und Neulengbach und mündet dort in den Laabenbach, der ab der Einmündung des Anzbaches Große Tulln heißt. Linke Nebenbäche sind Bierbach, Haabach, Nagelbach (mit Zufluss Schießstattgraben rechts). Rechts münden Steinwinkelgraben, Hauselbach und Kirschnerwaldbach.
Namensherkunft: Am 29. April 998 wird Maria Anzbach als Amizinesbach erstmals urkundlich erwähnt. Der Grund für die Benennung ist ungeklärt, jedoch wird vermutet, dass er auf den Personennamen „Amizi“ zurückgeht. Ein Amuzi scheint im Gefolge Bischof Burcharts von Passau um 903 auf. Immerhin 1.128 Orte in Österreich enden auf –bach. Diese Siedlungsnamen liegen an kleinen Wasserläufen.